# (187700) Zagreb
(187700) Zagreb est un astéroïde de la ceinture principale.

## Description
(187700) Zagreb est un astéroïde de la ceinture principale. Il fut découvert le 2 mars 2008 à La Sagra par l'Observatoire astronomique de Majorque. Il présente une orbite caractérisée par un demi-grand axe de 2,68 UA, une excentricité de 0,10 et une inclinaison de 4,2° par rapport à l'écliptique.

## Compléments